# Fyrisån

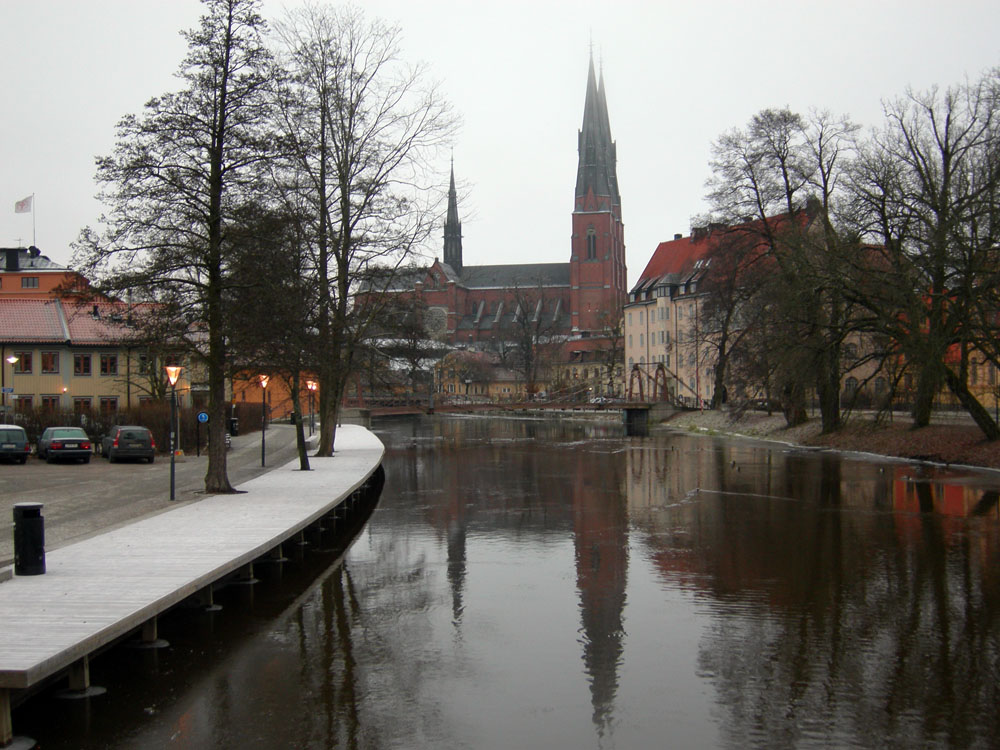
Fyrisån in Uppsala (december 2007).

De Fyrisån (De Fyris-rivier) of Fyris is de grootste rivier van Uppland in Zweden. De rivier is 80km lang en stroomt door de stad Uppsala om uiteindelijk uit te monden in het Mälarmeer. 
Op 30 april wordt er op de rivier een wedstrijd gehouden door studenten met zelfgemaakte boten (forsränningen). 

## Trivia
Toen natuuronderzoeker Carl Linnaeus in 1732 terugkwam van zijn veldtocht in Lapland was het in de Fyrisån dat hij proeven deed om kunstmatig parels te produceren met de beekparelmossel. 